# Speyeria caerulescens
Speyeria caerulescens är en fjärilsart som beskrevs av Holland 1900. Speyeria caerulescens ingår i släktet Speyeria och familjen praktfjärilar. Inga underarter finns listade i Catalogue of Life.